# Klaus Gerth (Germanist)
Klaus Gerth (* 3. Oktober 1926 in Köslin; † 9. Dezember 2012 in Hannover) war ein deutscher Germanist, Hochschullehrer und Lehrstuhlinhaber.

## Leben und Wirken
Klaus Gerth wurde in Pommern geboren. Im Zweiten Weltkrieg leistete er Wehrdienst und geriet in amerikanische Kriegsgefangenschaft, während der er 1944 bis 1946 als Dolmetscher tätig war. Er studierte an der Pädagogischen Hochschule Hannover sowie an den Universitäten Bristol, Göttingen und Tübingen Germanistik, Anglistik und Philosophie. In Hannover legte er 1950 seine Erste Lehrerprüfung ab und begann seine bis 1951 ausgeübte Tätigkeit als Volksschullehrer. 1957 absolvierte er die Pädagogische Prüfung für das Lehramt an höheren Schulen. Das Staatsexamen erfolgte 1955 in Göttingen, wo er von 1955 bis 1957 Studienreferendar und Studienassistent und 1956 zum Dr. phil. promoviert worden war.
1957 wurde er Dozent, 1962 ordentlicher Professor des Lehrstuhls für Deutsche Sprache und Literatur und ihre Didaktik an der PH Hannover. Von 1959 bis 1970 war er zudem Lehrbeauftragter für Deutsche Literatur und Sprache an der TH bzw. TU Hannover, ab 1978 an der Universität Hannover.
Gerth lebte in Burgwedel und war von 1962 bis zu seiner Emeritierung 1992 an der Leibniz Universität Hannover als Universitätsprofessor am Deutschen Seminar im Bereich Sprachwissenschaft tätig.
Er war von 1964 bis 1994 zweiter (stellvertretender) Vorsitzender, anschließend bis 1995 erster und seit 2005 Ehrenvorsitzender der Goethe-Gesellschaft Hannover.

## Schriften
Als Herausgeber
- mit Alfred Blumenthal, Heinz-Günther Pflughaupt und Ulrich Thiergard: Lesebuch 65. Hermann Schroedel, Hannover 1965.[4]
- Lesebuch 65 für Realschulen. 1967/1968.
- TS-Texte für die Sekundatstufe. 1973 ff.; Neufassung 1979 ff., TS 6 - Orientierungsstufe (= Texte für die Sekundarstufe). Hermann Schroedel, Hannover / Dortmund / Darmstadt / Berlin 1979, ISBN 3-507-42186-0.

Monographien
- Studien zu Gerstenbergs Poetik: Ein Beitrag zur Umschichtung der ästhetischen und poetischen Grundbegriffe im 18. Jahrhundert. Philosophische Dissertation Universität Göttingen 1956; publiziert 1960.
- Studien zu Gerstenbergs Poetik: Ein Beitrag zur Umschichtung der ästhetischen und poetischen Grundbegriffe im 18. Jahrhundert (= Palaestra. Band 231). Vandenhoeck & Ruprecht, Göttingen 1960.
- Beiträge zum literarischen Unterricht in der Realschule. 2 Bände. Hermann Schroedel, Hannover 1969–1971.
- Die Arbeit mit dem Lesebuch. 4. Auflage. 1971.
- Kommentare und Methodoische Inszenierungen. 6 Bände. 1973 ff. und 1979 ff.
- Elemente des Erzählens. Lesen und Verstehen epischer Texte. (Sekundarstufe I). 1983; 2. Auflage. Schroedel, Hannover 1985.
- „Das Problem des Menschen“. Zu Leben und Werk Thomas Manns. Friedrich, Seelze 2004, ISBN 3-617-92369-0.

Artikel
- Beiträge in Praxis Deutsch. 1973 ff., Beiträge zu einer neuen Didaktik. 1970 ff. und Deutschunterricht konkret. 1982 ff.
- Bestseller. In: Praxis Deutsch. 14. Jahrgang, November 1987, S. 12–16.

## Einzelbelege
1. ↑  Familie Gerth: Todesanzeige vom 12. Dezember 2012. In: Hannoversche Allgemeine Zeitung. Abgerufen am 5. Januar 2013.
2. ↑  Universität Hannover: Todesanzeige vom 5. Januar 2012. In: Hannoversche Allgemeine Zeitung. 5. Januar 2013, S. 21.
3. ↑  Goethe-Gesellschaft Hannover: Prof. em. Dr. Klaus Gerth : Nachruf. In: Hannoversche Allgemeine Zeitung abgerufen am 5. Januar 2013.
4. ↑  Erziehung. Lesebücher: Dunkles Geraune. Buchbesprechung. In: Der Spiegel. 47/1965, 17. November 1965, S. 144 f.

| Personendaten    | Personendaten                           |
| ---------------- | --------------------------------------- |
| NAME             | Gerth, Klaus                            |
| KURZBESCHREIBUNG | deutscher Germanist und Hochschullehrer |
| GEBURTSDATUM     | 3. Oktober 1926                         |
| GEBURTSORT       | Köslin                                  |
| STERBEDATUM      | 9. Dezember 2012                        |
| STERBEORT        | Hannover                                |